# Oued Goussine
Oued Goussine, est une commune cotiére de la wilaya de Chlef en Algérie, située à 75 km au nord-est de la ville de Chlef par Ténés (en Algérie), appelée jadis Taourira -qui signifie colline en berbère- traversée par la route littorale ou corniche de la Dahra.
Ville côtière, elle est connue par ses plages, notamment Boucheghal et Doumia, dominées par des montagnes très boisée. La population locale est bérberophone.

## Géographie

### Routes
La commune de Oued Goussine est desservie par plusieurs routes nationales:
- Route nationale 11 : RN11 (Route d'Oran).